# ツクバトリカブト
ツクバトリカブト（筑波鳥兜、学名：Aconitum japonicum subsp. maritimum）は、キンポウゲ科トリカブト属の疑似一年草、有毒植物。ヤマトリカブト A. japonicum subsp. japonicum を分類上の基本種とする亜種群の一つ。
ヤマトリカブトを基本種とする亜種群は、北海道の道南地方から本州、四国、九州まで、国外では朝鮮半島、中国大陸東北部に分布するが、本亜種は東北地方南部から関東地方の太平洋側沿岸山地、群馬県、長野県に分布し、低地から山地帯の林縁、草原などに生育する。花柄と上萼片に屈毛が生え、葉身が五角形から五角形状円形で3全裂-深裂するのが特徴。

## 特徴
形態的変異が著しく、茎は草原に生えるときは直立し、林内や林縁に生えるときは斜上し先端は垂れて、高さ・長さは60-150cmになる。中部の茎葉の葉身は五角形から五角形状円形で、長さ4-14cm、幅4.5-16cmになり、3全裂から3深裂し、側裂片はさらに2深裂する。裂片には粗い大きな鋸歯があり、長楕円状卵形になり、鋭頭またはやや鈍頭になる。葉質はやや厚く、葉の両面に屈毛が生え、葉柄にも屈毛が生える。
花期は8-10月。花序は長さ5-10cmで、散房状または小型の円錐花序になり、2-6個ほどの花がつき、上部から下部に向かって開花する。花柄は長さ3-10cmになり、全体に下向きの屈毛が密生する。花は長さ35-40mm。花弁にみえるのは萼片で、上萼片1個、側萼片2個、下萼片2個の5個で構成される。かぶと状になる上萼片は僧帽形になり、前方の嘴は長い、または円錐形となり、前方の嘴は短い。萼片の外面に屈毛が生える。花弁は上萼片の中にかくれて見えないが、柄、舷部、蜜を分泌する距、唇部で構成される。1対あり、ときに有毛、距は太く長く180度以上に屈曲するか、または太く短い。雄蕊には多少とも開出毛が生え、雌蕊は3-5個あり、ふつう無毛でときに屈毛が生える。果実は長さ16-20mmの袋果になり、直立する。染色体数2n=32の4倍体種である。 

## 分布と生育環境
日本固有種。東北地方南部から関東地方までの太平洋側沿岸山地、群馬県、長野県に分布し、低地から山地帯の林縁、草原などに生育する。
東北地方南部から茨城県北部・中部までは、葉身が三全裂するものが普通であるが、茨城県南部からそれより南西部の分布地では三深裂するものが混生するようになる。

## 名前の由来
和名ツクバトリカブトは、「筑波鳥兜」の意。シノニムの A. tsukubense Nakai (1953) のタイプ標本は茨城県筑波山で見いだされた。中井猛之進 (1950) は、A. tsukubense の学名が正式に記載される1953年より前に、日本植物学会第14回大会講演要旨において、中井による「滿洲，朝鮮，日本，臺灣，樺太，千島産のトリカブト類の分類について」の中で、「筑波トリカブト」を使用している。また、門田裕一 (1983)は、ツクバトリカブトの学名を整理するにあたって、千葉県鹿野山で採集されたタイプ標本をもとに発表された「ハマトリカブト（テリハトリカブト）」A. japonicum Thunb. var. maritimum Nakai ex Tamura et Namba (1953) が A. japonicum の種以下の分類上の区分において最初に使用されたこの植物の学名であることから（ただし、それは記載文を伴わない裸名であった）、 var. maritimum を採用し、それを亜種のランクに階級移動させて、A. japonicum Thunb. subsp. maritimum (Nakai ex Tamura et Namba) Kadota (1983) とした。さらに門田は、和名については、「ハマトリカブト（テリハトリカブト）」よりも「ツクバトリカブト」が最も普通に使用されているのでそれを使用することが妥当であるとした。
亜種名 maritimum は、「海の」「海浜生の」の意味。

## 分類
ツクバトリカブトおよび分類上の基本種ヤマトリカブト A. japonicum とその亜種群は、トリカブト属トリカブト亜属 Subgenus Aconitum のうち、花弁の舷部が距に向かって膨大するキヨミトリカブト節 Section Euchylodea に属し、同節のうち、花はふつう花序の上から下に向かって開花するヤマトリカブト列 Series Japonica に分類される。ヤマトリカブト列に属する日本に分布するの種のうち、温帯に生育する種（高山植物でない種）としては、ヤマトリカブトの他、ヤサカブシ A. nikaii、コウライブシ A. jaluense（亜種にセンウズモドキ subsp. iwatekense がある）、ウゼントリカブト A. okuyamae、オンタケブシ Aconitum metajaponicum、 カワチブシ A. grossedentatum が属する。ヤマトリカブトとその亜種群、ヤサカブシは、花柄と上萼片に屈毛が生えること。ウゼントリカブトとオンタケブシは、葉が腎円形で3浅裂-中裂し、花柄と上萼片に開出毛と腺毛が生え、上萼片の嘴は短いこと。コウライブシは、葉が五角形で3全裂-深裂し、花柄と上萼片に開出毛と腺毛が生え、上萼片の嘴は長いこと。カワチブシの花柄と上萼片は無毛であることが異なる。なお、オンタケブシは分布が限られ極まれな種であり、ヤサカブシは山口県にのみ分布する種である。

## ヤマトリカブト類の分類
| 和名             | 亜種名 subsp. | 変種名 var. | 分布地                              | 茎の長さ            | 葉身                             | 花序、長さ、花数             | 上萼片、嘴                      |
| ---------------- | ------------- | ----------- | ----------------------------------- | ------------------- | -------------------------------- | ---------------------------- | ------------------------------- |
| ヤマトリカブト   | japonicum     |             | 栃木県-愛知県の太平洋側             | 60-200cm            | 五角形-五角形状円形、3深裂-中裂  | 散房状-総状、5-8cm、1-5個    | 円頭の円錐形-僧帽形、長い、短い |
| オクトリカブト   | subcuneatum   |             | 道南、東北地方の日本海側、新潟県    | 60-200cm            | 腎円形、5-7浅裂-中裂             | 棒状の円錐状、8-20cm、3-10個 | 背の高い円錐形-僧帽形、長い     |
| ツクバトリカブト | maritimum     |             | 東北地方-関東地方の太平洋側、長野県 | 60-150cm            | 五角形-五角形状円形、3全裂-3深裂 | 小型の円錐状、5-10cm、2-6個  | 僧帽形、短い                    |
| イヤリトリカブト | maritimum     | iyariense   | 長野県北部特産                      | 300cm、上部はつる状 |                                  |                              |                                 |
| イブキトリカブト | ibukiense     |             | 福井県-兵庫県の日本海側             | 25-180cm            | 腎円形-五角形状円形、3中裂-3深裂 | 散房状-総状、4-14cm、2-7個   | 円頭の円錐形-僧帽形、短い       |
| タンナトリカブト | napiforme     |             | 中国地方、四国、九州                | 15-150cm            | 五角形-五角形状円形、3全裂-3深裂 | 散房状、4.5-16cm、2-8個      | 僧帽形、長い                    |

共通することは、花柄と上萼片に屈毛が生えること。
- ヤマトリカブト（山鳥兜[6]、Aconitum japonicum Thunb. (1784) subsp. japonicum[13]）- 分類上の基本種。茎は高さ60-200cmになり、葉身は五角形-五角形状円形で、3深裂-中裂し、花序は散房状から総状になる。本州の栃木県から愛知県にかけて分布する[2]。
- オクトリカブト（奥鳥兜[6]、Aconitum japonicum Thunb. subsp. subcuneatum (Nakai) Kadota (1987)[14]）- 茎は高さ60-200cmになり、葉身は腎円形で、5-7浅裂-中裂し、花序は棒状の円錐状になる。北海道道南地方、本州の新潟県、群馬県以北の日本海側に分布する[2]。
- ツクバトリカブト（筑波鳥兜[6]、Aconitum japonicum Thunb. subsp. maritimum (Nakai ex Tamura et Namba) Kadota (1983)[1]）- 本亜種。長野県の高原地帯には本亜種の直立型があり、「ハチブセウズ」または「タチトリカブト」と言われる[2]。分類表内のシノニム A. momosei Nakai; A. rectissimum Nakai は、中井猛之進 (1953) によって「ハチブセウズ」、「タチトリカブト」とされ、独立種とされた経緯がある[9]。
  - イヤリトリカブト（居谷里鳥兜、Aconitum japonicum Thunb. subsp. maritimum (Tamura et Namba) Kadota var. iyariense Kadota (1987)[15]）- ツクバトリカブトの変種。茎は高さ300cmに達し、茎の上部がつる状になり、花序が大型になって花が多数つく。長野県北部の特産で、湿地や渓流の流れに沿って生育する[2]。環境省（2020年）の絶滅危惧IA類、長野県（2014年）の絶滅危惧IA類に選定されている[16]。

絶滅危惧IA類 (CR)（環境省レッドリスト）
（2020年、環境省）

長野県（2014年）絶滅危惧IA類(CR)
- イブキトリカブト（伊吹鳥兜[6]、別名、キタヤマブシ、Aconitum japonicum Thunb. subsp. ibukiense (Nakai) Kadota (1987)[17]）- 茎は高さ25-180cmになり、葉身は腎円形-五角形状円形で、3中裂-深裂し、花序は散房状から総状になる。福井県から兵庫県、山口県の日本海側に分布する[2]。
- タンナトリカブト（丹那鳥兜[6]、耽羅鳥兜、別名、サンインヤマトリカブト、Aconitum japonicum Thunb. subsp. napiforme (H.Lév. et Vaniot) Kadota (1987)[18]）- 茎は高さ15-150cmになり、葉身は五角形-五角形状円形で、3全裂-深裂し、花序は散房状になる。中国地方、四国、九州、朝鮮半島、中国大陸東北部に分布する[2]。

## ギャラリー

### ツクバトリカブト

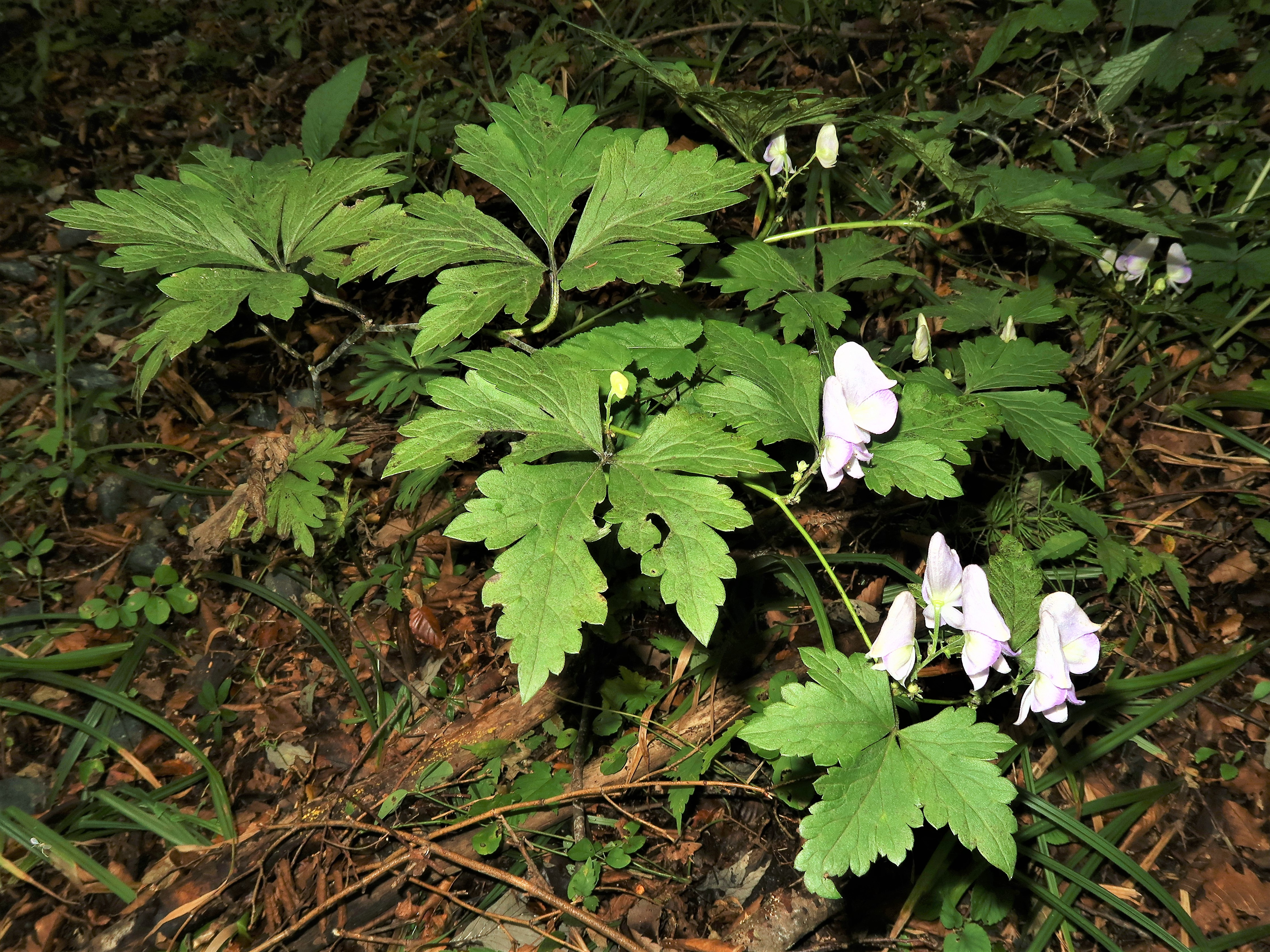
林内や林縁に生えるときは、茎は斜上し先端は垂れる。右は、この個体と同一のもの（福島県阿武隈山地、2018年9月下旬）。
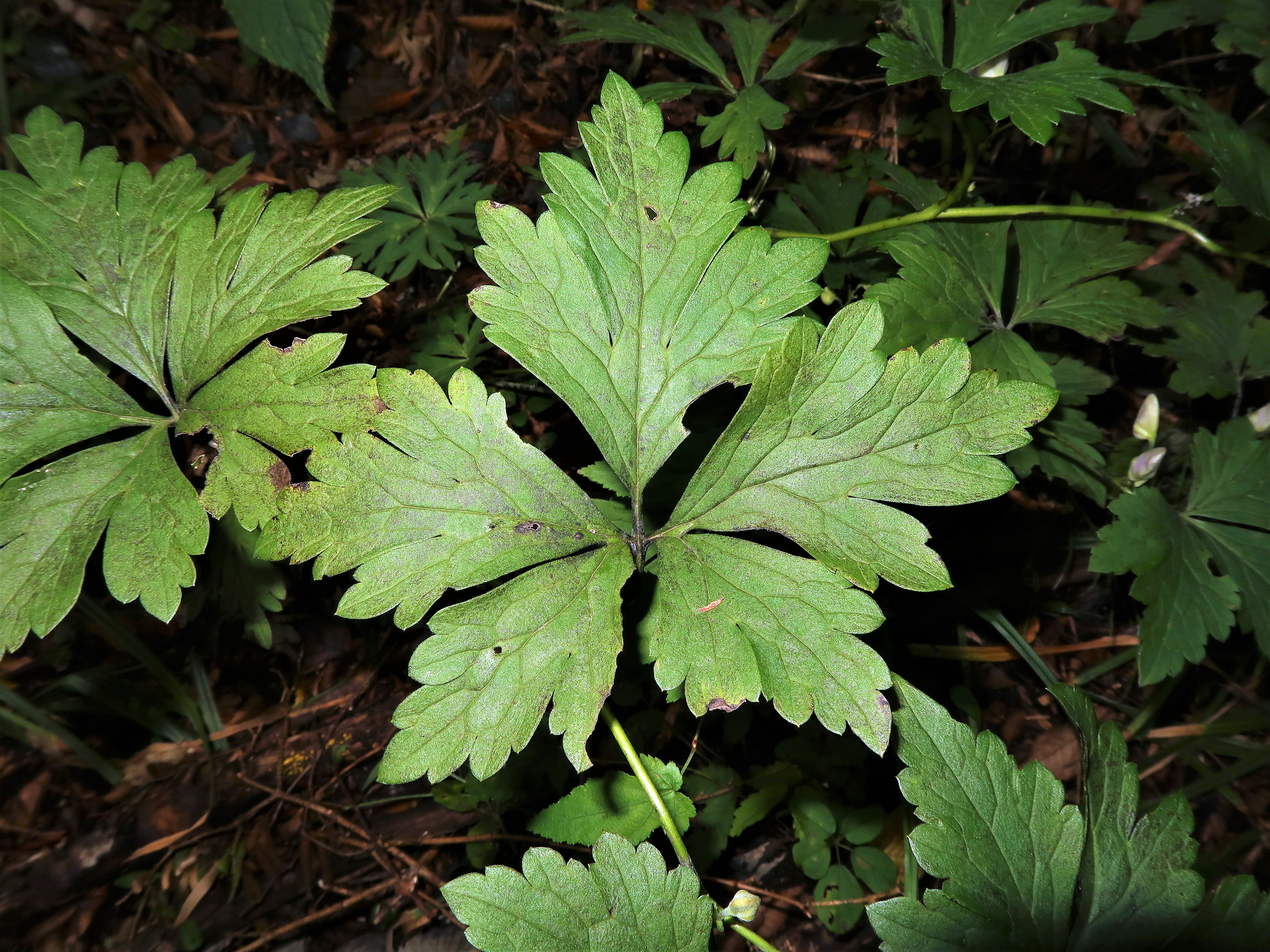
葉は、五角形から五角形状円形で、明瞭な小葉柄があって3全裂し、側裂片はさらに2深裂している。
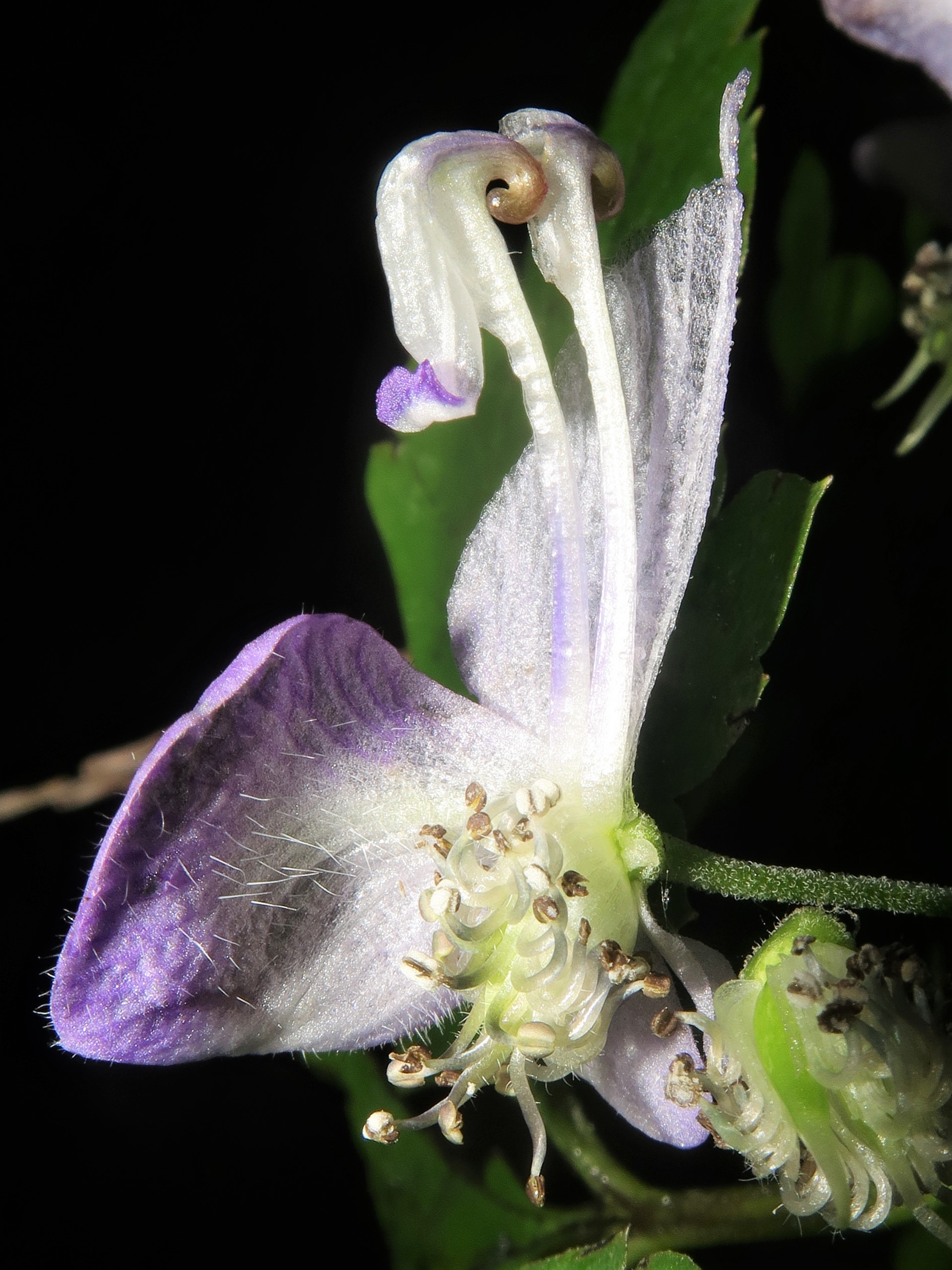
上萼片、片側の側萼片と下萼片を外した花の縦断面。花弁は1対あり、蜜を分泌する距は太く長く180度以上に屈曲する（福島県阿武隈山地、2021年10月中旬）。
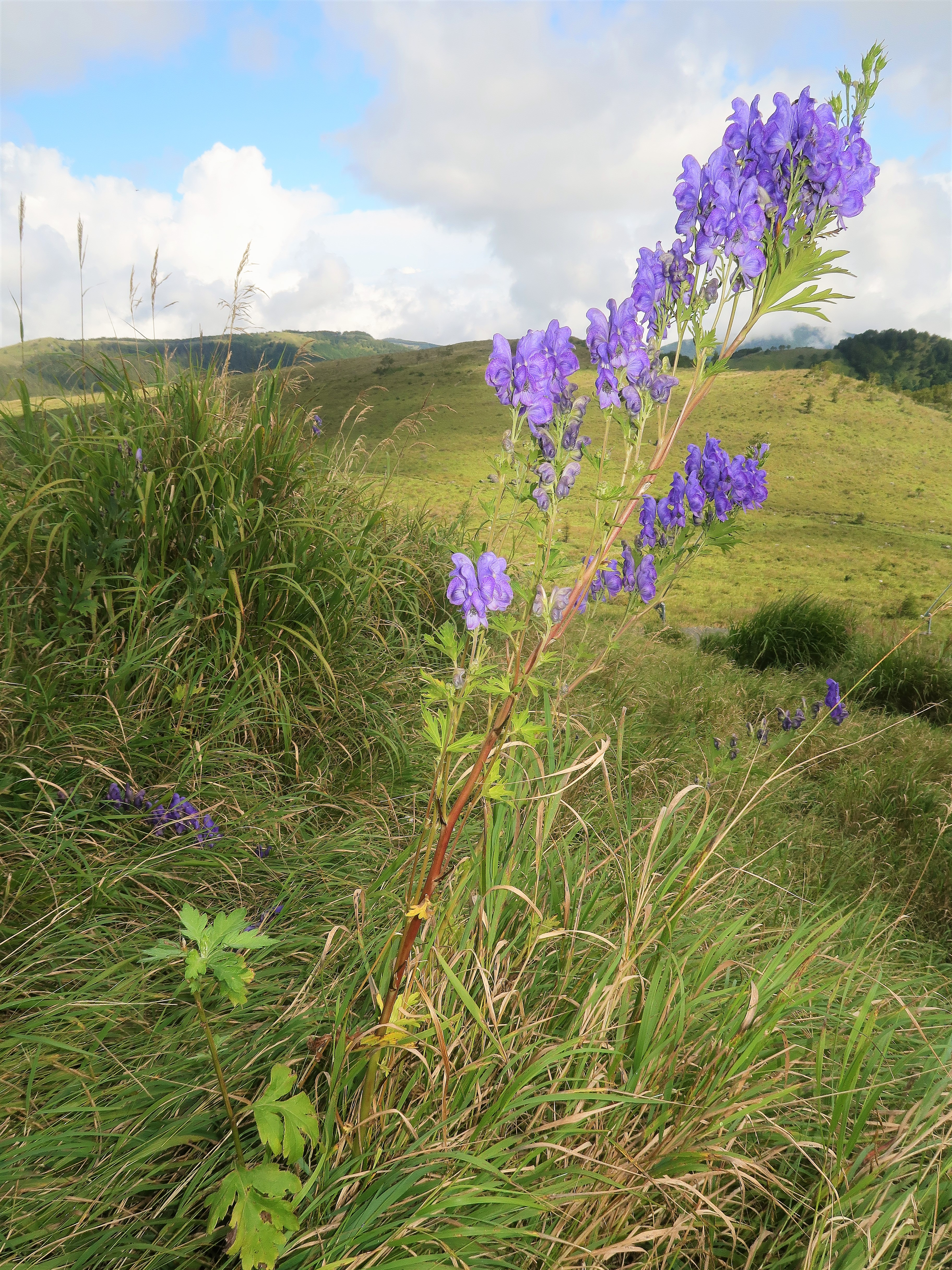
長野県の高原草原で直立するもの（霧ヶ峰車山高原、2021年9月下旬、以下の写真同じ）。
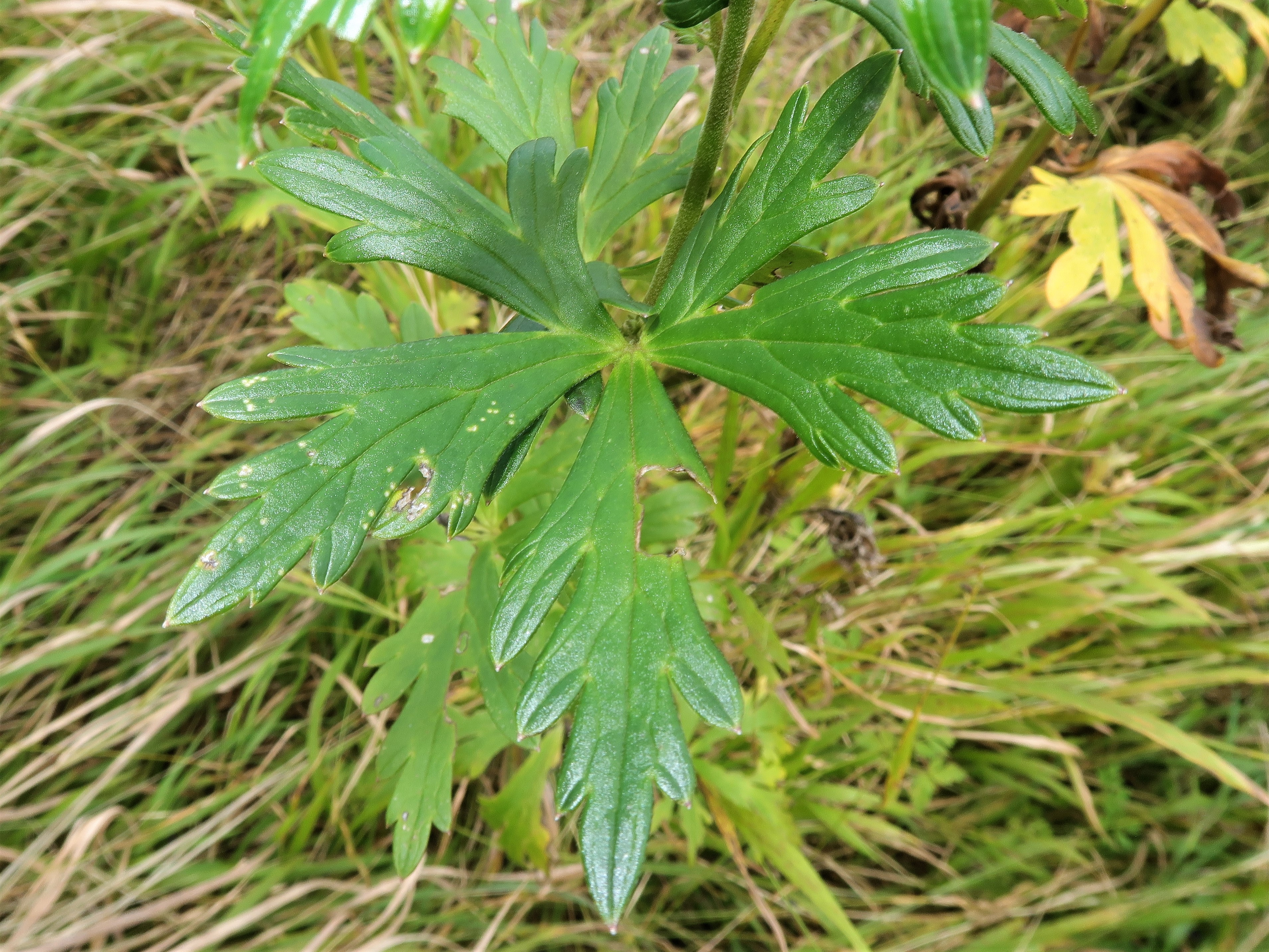
葉は三深裂し、側裂片はさらに2深裂し、葉の表面に光沢がある。
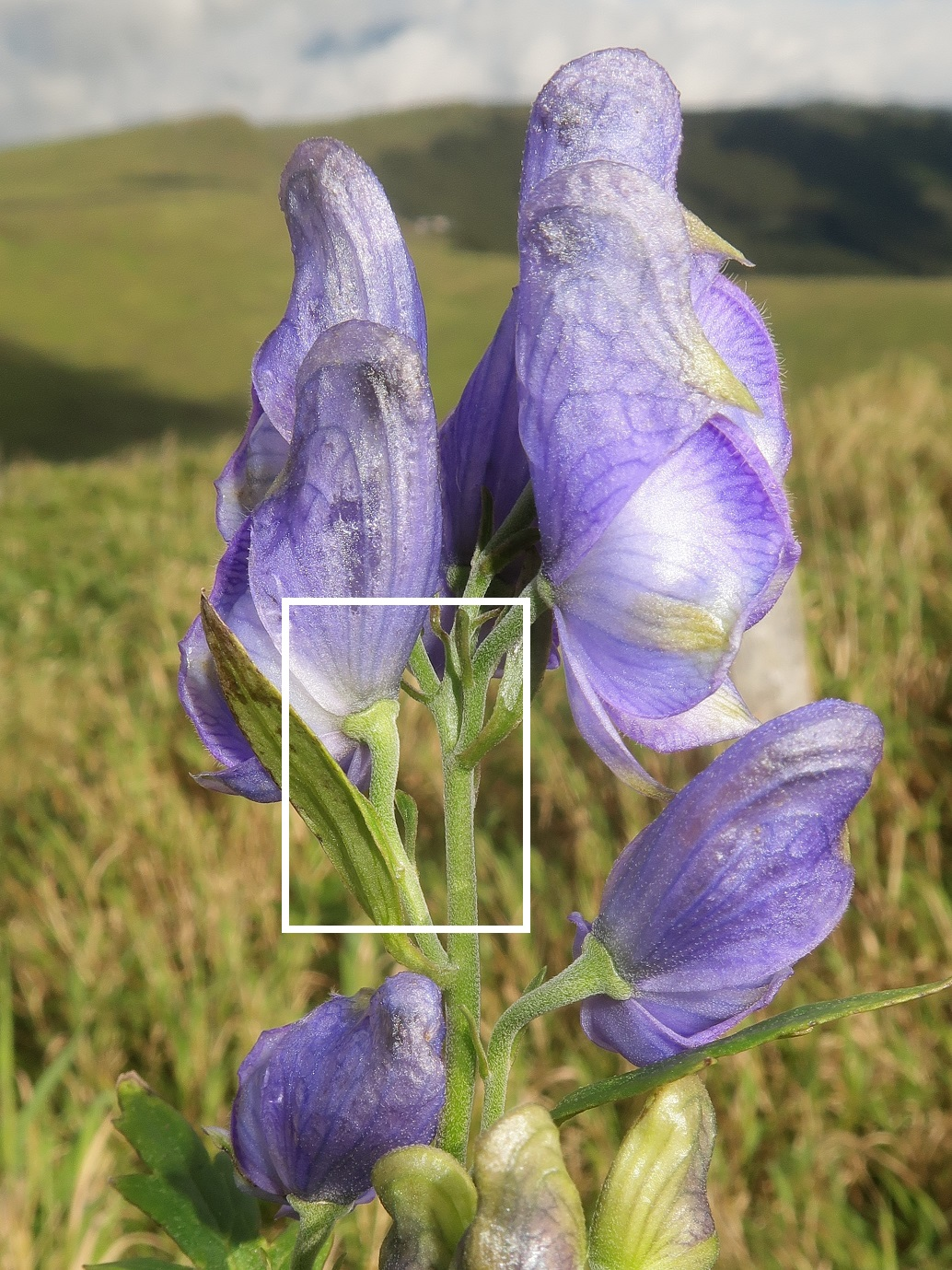
花弁にみえるのは萼片で、上萼片1個、側萼片2個、下萼片2個の5個で構成される。かぶと状になる上萼片は僧帽形になり、前方の嘴は長くとがる。白色の四角形を右写真に拡大。
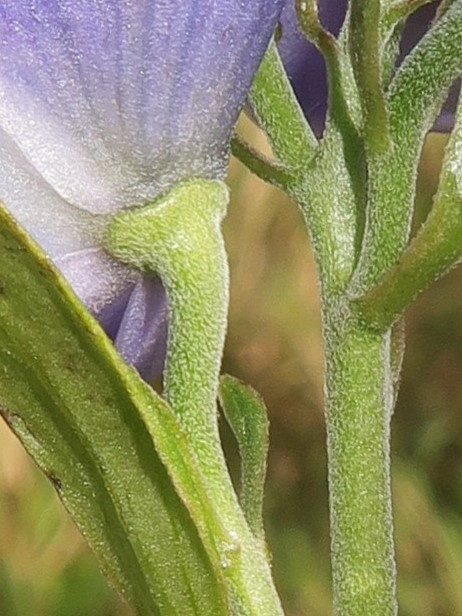
左の白色の四角形の拡大。花柄の全体に屈毛が生え、上萼片の外面にも屈毛が生える。
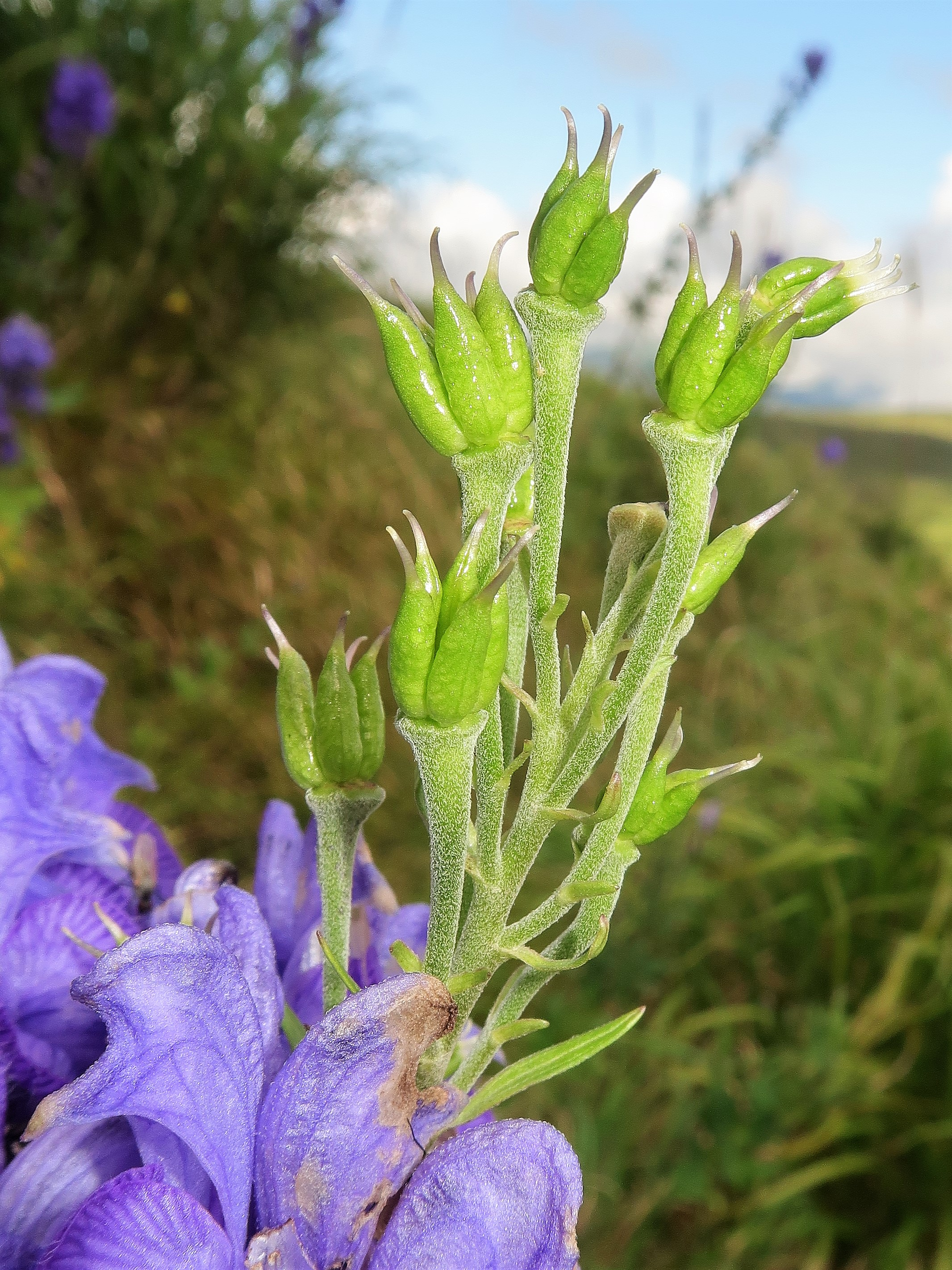
若い果実。3-5個あり直立する。

### イヤリトリカブト

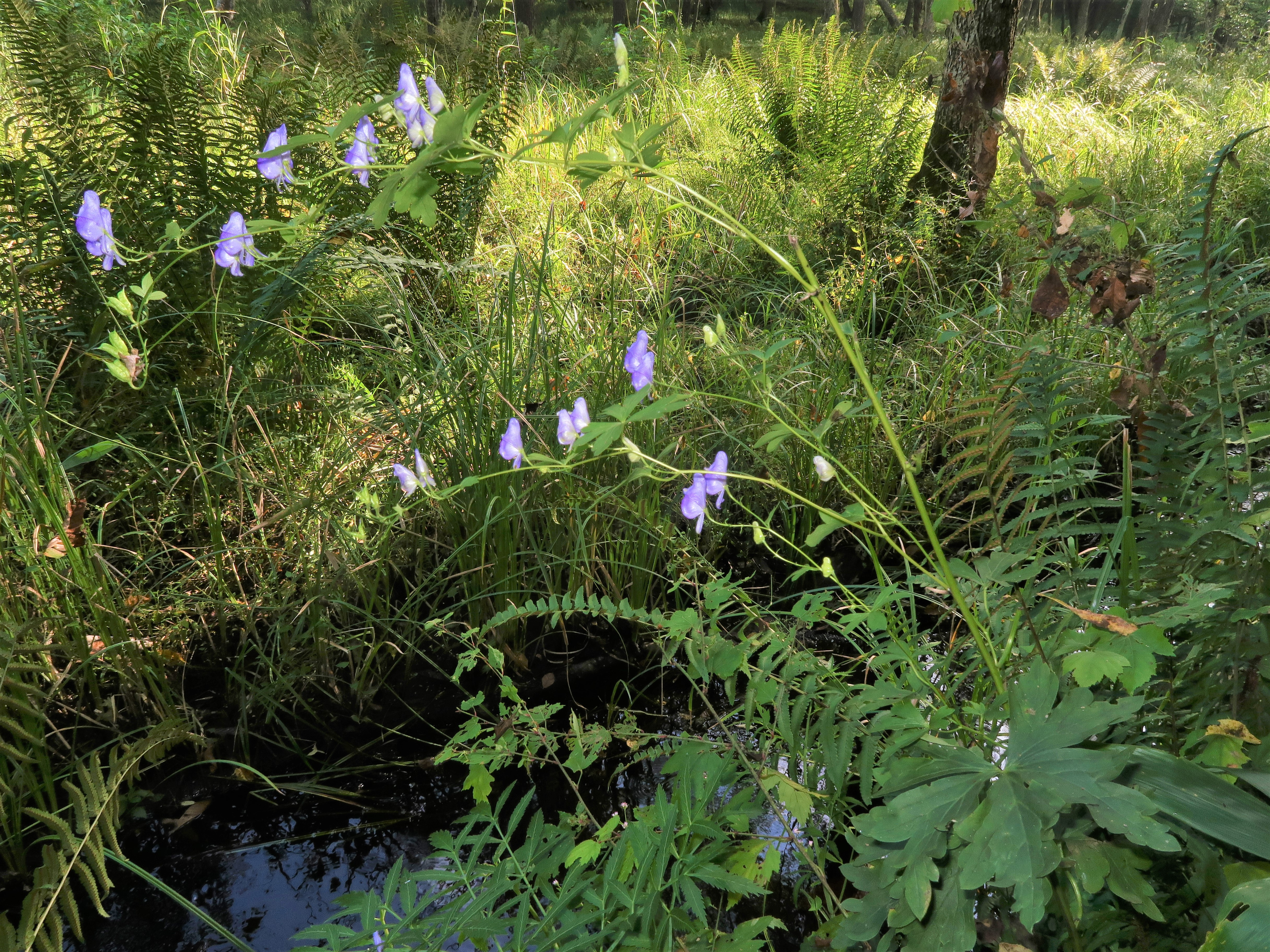
長野県大町市（2022年9月中旬）
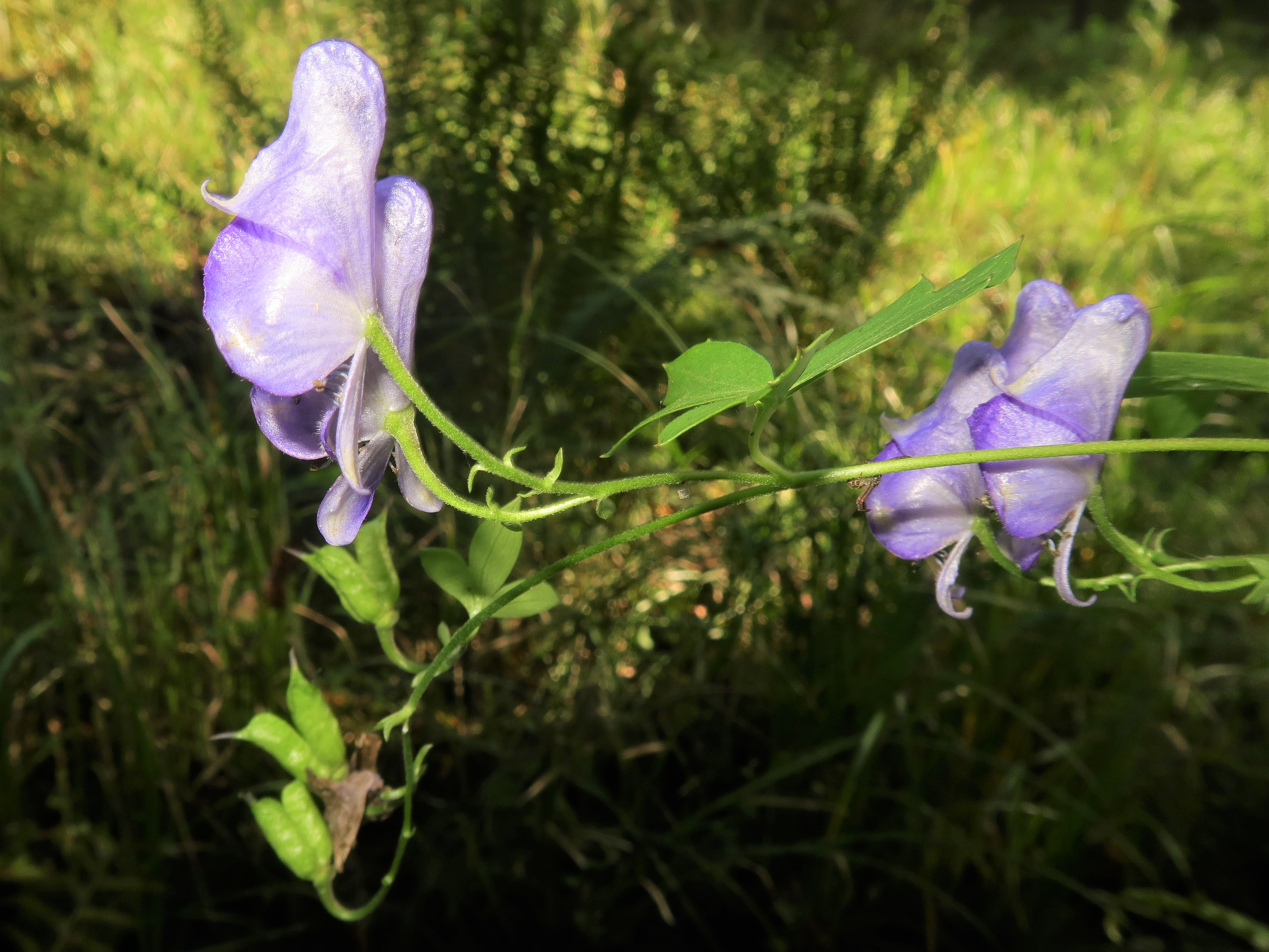
茎の上部がつる状になる。
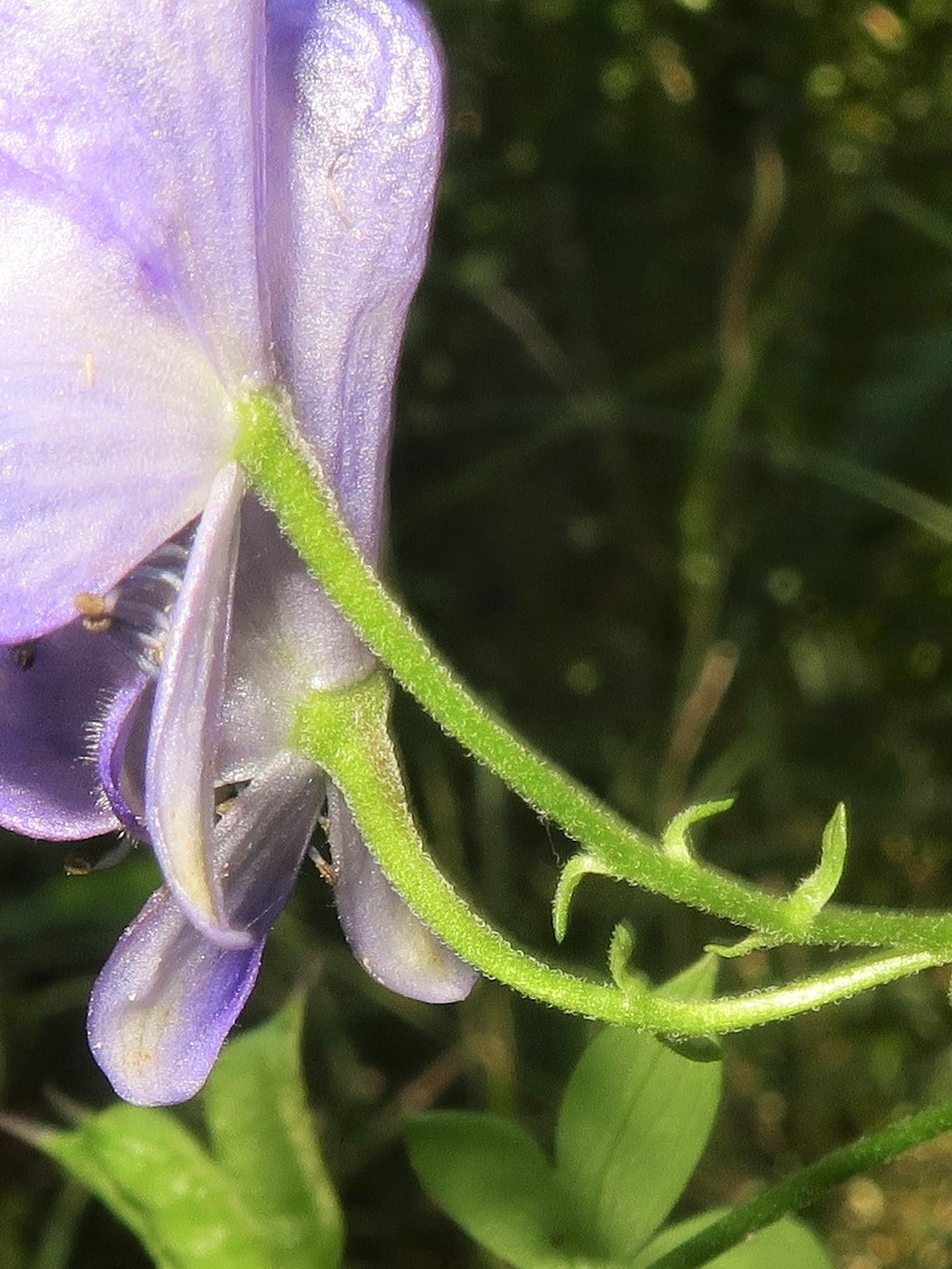
左の花柄部分の拡大。花柄に下向きの屈毛が密生する。
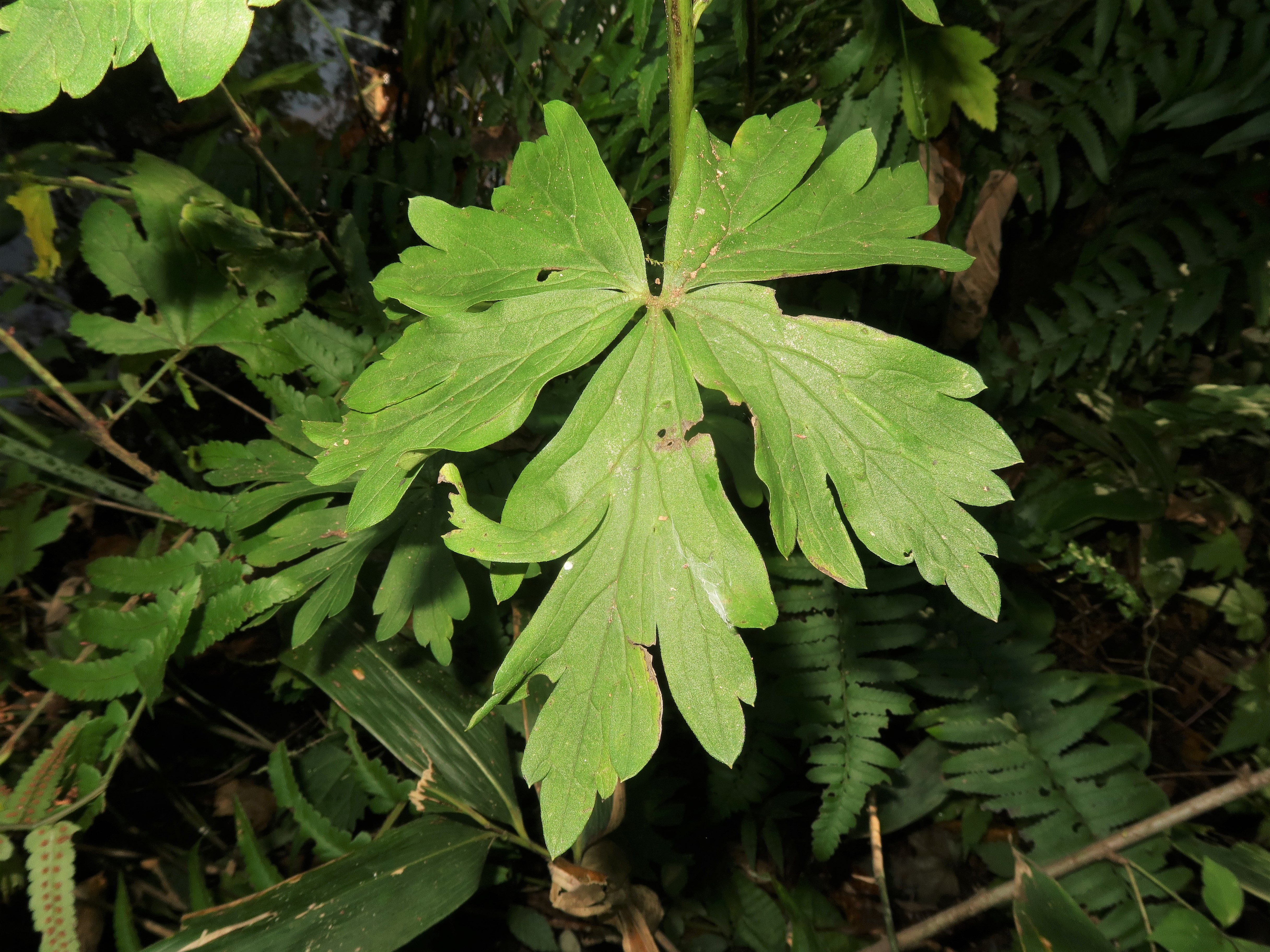
茎の下部の葉。